# Buteogallus anthracinus subtilis
El busardo negro del Pacífico o busardo de los manglares (Buteogallus anthracinus subtilis) es un ave de la familia Accipitridae. Tradicionalmente fue considerada como una especie separada, Buteogallus subtilis, pero las evidencias recientes indican que debe ser clasificada como una subespecie del Buteogallus anthracinus.
Es un ave sedentaria que cría en las regiones costeras pacíficas del Neotrópico, desde el este de Panamá, pasando por el oeste de Colombia y Ecuador, hasta el extremo noroeste de Perú. Anteriormente, se creía que aparecía tan al norte como México, pero todos los individuos desde el oeste de Panamá hacia el norte son considerados pertenecientes a la nominal, a la que es muy similar tanto en descripción como en ecología.